# Sud et Sud-Ouest du Minas
 (février 2025).
Si vous disposez d'ouvrages ou d'articles de référence ou si vous connaissez des sites web de qualité traitant du thème abordé ici, merci de compléter l'article en donnant les références utiles à sa vérifiabilité et en les liant à la section « Notes et références ».
Le Sud et Sud-Ouest du Minas est l'une des 12 mésorégions de l'État du Minas Gerais. Elle regroupe 146 municipalités groupées en 10 microrégions.

## Données
La région compte 2 463 618 habitants pour 49 524 km2.

## Microrégions[1]
La mésorégion du Sud et Sud-Ouest du Minas est subdivisée en 10 microrégions:
- Alfenas
- Andrelândia
- Itajubá
- Passos
- Poços de Caldas
- Pouso Alegre
- Santa Rita do Sapucaí
- São Lourenço
- São Sebastião do Paraíso
- Varginha